# Diogo Coutinho
Diogo Coutinho (ur. 3 września 1977 w Lizbonie) – portugalski rugbysta grający w trzeciej linii młyna, reprezentant kraju, uczestnik Pucharu Świata w 2007 roku.
Podczas kariery sportowej związany był z klubem Grupo Desportivo Direito.
W reprezentacji Portugalii w latach 2000–2007 rozegrał łącznie 35 spotkań zdobywając 20 punktów. W 2007 roku został powołany na Puchar Świata, na którym wystąpił w trzech meczach swojej drużyny. Został wybrany graczem meczu w pojedynku z Rumunią.
Był też członkiem kadry kraju w rugby siedmioosobowym, z którą wystąpił między innymi na Pucharach Świata w 2005 i 2009.